# Nephrotoma fuscipennis fuscipennis
Nephrotoma fuscipennis fuscipennis is een tweevleugelige uit de familie langpootmuggen (Tipulidae). De soort komt voor in het Afrotropisch gebied.